# Міжнародний альянс віртуальних обсерваторій
Міжнародний альянс віртуальних обсерваторій (англ. International Virtual Observatory Alliance, IVOA) створений з метою сприяння міжнародній координації в розвитку віртуальних обсерваторій

## Необхідність об'єднання астрономічної інформації
Ідея створення віртуальних обсерваторій (ВО) виникла в 1990-х роках у зв'язку з тим, що впродовж ХХ ст. у багатьох обсерваторіях світу було накопичено величезний обсяг астрономічної інформації в результаті фотографічних, ПЗЗ (детектори на основі приладів із зарядовим зв'язком) і спектральних спостережень небесних об'єктів у широкому діапазоні електромагнітного спектра за допомогою на земних і космічних телескопів. Наприкінці 1990-х років було розпочато реалізацію трьох міжнародних проектів з розвитку сучасних підходів до використання астрономічних даних — Astrogrid (Велика Британія), Астрофізична віртуальна обсерваторія (пан'європейський проект) і Національна віртуальна обсерваторія США. Оскільки в процесі реалізації цих проектів їхня мета й засоби її досягнення (стандарти подання даних і інтерфейсів доступу, програмне забезпечення тощо) збіглися, виникла потреба в розробленні загальних цілей і шляхів створення ВО з глобальними можливостями.

## Створення IVOA
Ідея об'єднання зусиль національних проектів і створення міжнародної ВО дістала підтримку на XXIV Генеральній асамблеї Міжнародного астрономічного союзу (МАС) (Манчестер, серпень 2000 р.), а вже в червні 2002 р. на конференції в м. Гаршинг (ФРН) було створено Міжнародний альянс віртуальних обсерваторій (IVOA) з метою сприяння міжнародній координації в розвитку прикладних пакетів програмного забезпечення ВО, систем і організаційних структур, що дають змогу використовувати астрономічні архіви.
Довгострокова перспектива IVOA — створення єдиної інфраструктури, що дає можливість центрам даних надавати конкурентні або кооперативні послуги. Розробники програмного забезпечення зможуть пропонувати значну кількість сумісних інструментів для візуалізації й аналізу даних, нові інтерфейси. IVOA підтримує обсерваторії, університети, що виступають у рамках ВО як провайдери даних, інформації, обчислювальних послуг, а також як користувачі «всехвильового огляду» Всесвіту, тому архіви ВО мають бути добре документовані й надані користувачам з дотриманням узгоджених форматів і протоколів.

## Ресурси IVOA
Створення національних ВО і членство в IVOA можливі за умови наявності в країні-учасниці великих астрономічних центрів даних або національних астрономічних проектів, що підтримуються на державному рівні. Станом на 2012 до IVOA входять такі країни, як Австралія, Аргентина, Бразилія, Велика Британія, Індія, Італія, Іспанія, Канада, Китай, Німеччина, Південна Корея, Росія, США, Україна, Франція, Японія та ін., а також об'єднана Європейська віртуальна обсерваторія. Серед архівів астрономічних даних, наданих цими країнами у глобальне користування і включених до мережі ВО-ресурсів, можна назвати широковідомі сервіси SkyView, SIMBAD, NED, ALADIN, SDC, HyperLEDA.